# Catherine Lombard
Catherine Lombard (ur. 8 października 1965 w Paryżu, zm. 6 kwietnia 1994 w Coulommiers) – francuska narciarka, uprawiająca narciarstwo dowolne. Jej największym sukcesem jest złoty medal wywalczony na mistrzostwach świata w Oberjoch. Startowała w skokach akrobatycznych igrzyskach olimpijskich w Calgary, gdzie zajęła 8. miejsce, jednakże konkurencja ta była wtedy jedynie sportem pokazowym. Na późniejszych igrzyskach Lombard już nie startowała. Najlepsze wyniki w Pucharze Świata osiągnęła w sezonie 1988/1989, kiedy to zajęła 5. miejsce w klasyfikacji generalnej, a w klasyfikacji skoków akrobatycznych zdobyła małą kryształową kulę. W sezonach 1986/1987 i 1989/1990 była druga, a w sezonie 1987/1988 trzecia w klasyfikacji skoków akrobatycznych.
W 1991 r. zakończyła karierę.

## Osiągnięcia

### Mistrzostwa świata
| Miejsce | Dzień     | Rok  | Miejscowość | Konkurencja        | Zwycięzca            |
| ------- | --------- | ---- | ----------- | ------------------ | -------------------- |
| 8.      | 4 lutego  | 1986 | Tignes      | Skoki akrobatyczne | Maria Quintana       |
| 1.      | 5 marca   | 1989 | Oberjoch    | Skoki akrobatyczne | -                    |
| 5.      | 16 lutego | 1991 | Lake Placid | Skoki akrobatyczne | Wasilisa Siemienczuk |

### Puchar Świata

#### Miejsca w klasyfikacji generalnej
- sezon 1984/1985: 47.
- sezon 1985/1986: 26.
- sezon 1986/1987: 8.
- sezon 1987/1988: 10.
- sezon 1988/1989: 5.
- sezon 1989/1990: 5.
- sezon 1990/1991: 30.

#### Miejsca na podium
1. Mariazell – 15 lutego 1986 (Skoki akrobatyczne) – 3. miejsce
2. Tignes – 11 grudnia 1986 (Skoki akrobatyczne) – 2. miejsce
3. Mont Gabriel – 11 stycznia 1987 (Skoki akrobatyczne) – 2. miejsce
4. Lake Placid – 17 stycznia 1987 (Skoki akrobatyczne) – 1. miejsce
5. Calgary – 1 lutego 1987 (Skoki akrobatyczne) – 3. miejsce
6. Mariazell – 22 lutego 1987 (Skoki akrobatyczne) – 3. miejsce
7. Inawashiro – 31 stycznia 1988 (Skoki akrobatyczne) – 1. miejsce
8. Inawashiro – 8 lutego 1988 (Skoki akrobatyczne) – 3. miejsce
9. Oberjoch – 6 marca 1988 (Skoki akrobatyczne) – 3. miejsce
10. Hasliberg – 20 marca 1988 (Skoki akrobatyczne) – 3. miejsce
11. Tignes – 11 grudnia 1988 (Skoki akrobatyczne) – 3. miejsce
12. Mont Gabriel – 8 stycznia 1989 (Skoki akrobatyczne) – 1. miejsce
13. Calgary – 21 stycznia 1989 (Skoki akrobatyczne) – 1. miejsce
14. Breckenridge – 29 stycznia 1989 (Skoki akrobatyczne) – 1. miejsce
15. La Clusaz – 11 lutego 1989 (Skoki akrobatyczne) – 2. miejsce
16. Inawashiro – 11 lutego 1990 (Skoki akrobatyczne) – 3. miejsce
17. Suomu – 24 marca 1989 (Skoki akrobatyczne) – 1. miejsce
18. La Plagne – 17 grudnia 1989 (Skoki akrobatyczne) – 2. miejsce
19. Calgary – 27 stycznia 1990 (Skoki akrobatyczne) – 1. miejsce
20. Iizuna – 18 lutego 1990 (Skoki akrobatyczne) – 3. miejsce
21. La Clusaz – 14 marca 1990 (Skoki akrobatyczne) – 3. miejsce
22. Tignes – 7 grudnia 1990 (Skoki akrobatyczne) – 1. miejsce

- W sumie 8 zwycięstw, 4 drugie i 10 trzecich miejsc.